# A Boy Was Born
A Boy Was Born, Op. 3, è una composizione corale di Benjamin Britten. Sottotitolata Variazioni corali per voci maschili, femminili e maschili, non accompagnate (organo ad lib), fu originariamente composta dal 1932 al 1933. Fu eseguita per la prima volta il 23 febbraio 1934 come trasmissione della BBC. Britten rivisde l'opera nel 1955. Il compositore ha messo in musica diversi testi legati al Natale come tema e variazioni, scritti per coro a cappella con voci di ragazzi.

## Storia e versioni
Britten compose A Boy Was Born all'età di 19 anni come studente al Royal College of Music. Lo scrisse tra il 25 novembre 1932 e l'11 maggio 1933. Fu il suo ultimo progetto al college, la sua prima grande opera vocale e la sua prima opera matura su temi religiosi. La dedicò a suo padre.
Il lavoro ha la forma di un tema musicale e sei variazioni che mettono in musica dieci diversi testi risalenti per lo più al XVI secolo, con uno di Christina Rossetti del XIX secolo, formando così la prima opera della sua "antologia poetica". La struttura della variazione piaceva particolarmente a Britten: anche prima di comporre A Boy Was Born, aveva iniziato una serie di variazioni per orchestra d'archi che avrebbe poi completato come Variazioni su un tema di Frank Bridge. In seguito compose una serie di variazioni per il suo Concerto per pianoforte e la sua opera Il giro di vite è largamente basata sul principio della variazione.
A Boy Was Born fu rappresentato per la prima volta il 23 febbraio 1934 in un concerto radiofonico di musica contemporanea della BBC. Leslie Woodgate diresse il Wireless Chorus e i ragazzi del coro di St Mark's, North Audley Street, Londra. Sir Edward Elgar moriva lo stesso giorno.
Il lavoro richiede circa 32 minuti per essere eseguito. Fu tra le prime composizioni di Britten ad essere pubblicata, da Chester Music. Britten lo revisionò nel 1955. Questa versione fu eseguita per la prima volta il 22 novembre 1955 a Londra alla Grosvenor Chapel, dai Purcell Singers diretti da Imogen Holst. Lo stesso Britten diresse una registrazione con Michael Hartnett (contraltista), i Purcell Singers, le voci dei ragazzi dell'English Opera Group e il coro di All Saints. Nel 1957-58 Ralph Downes aggiunse una parte d'organo.
Nel 2013, per celebrare il centenario di Britten, A Boy Was Born fu eseguito dai BBC Singers e dal Temple Church Choir a The Proms, diretti da David Hill.
I festival di Sheffield e Birmingham nel 2013, in onore del centenario della nascita di Britten, hanno preso il nome dalla composizione.

## Testi diA Boy Was Born
| Movimento             | Titolo                        | Autore               |
| --------------------- | ----------------------------- | -------------------- |
| Tema                  | A boy was born                | Anon. XVI secolo     |
| Variazione 1          | Lullay, Jesu                  | Anon. prima del 1536 |
| Variazione 2          | Herod                         | Anon. prima del1529  |
| Variazione 3          | Jesu, as Thou art our saviour | Anon. XV secolo      |
| Variazione 4          | The Three Kings               | Anon. XV secolo      |
| Variazione 5          | In the Bleak Midwinter        | Christina Rossetti   |
| Variazione 5          | Corpus Christi Carol          | Anon. prima del 1536 |
| Variazione 6 (Finale) | Noel!, Welcome Yule           | Anon. XVI secolo     |
| Variazione 6 (Finale) | Christmas                     | Thomas Tusser        |
| Variazione 6 (Finale) | A Christmas Carol             | Francis Quarles      |

## Musica
Britten ha dimostrato nel complesso lavoro la sua abilità nella composizione e nel trattamento delle parole. Ha composto sei variazioni corali sulle prime quattro note cantate dai soprani:
Paul Spicer fa notare, sulla tonalità: "Teoricamente in re maggiore, il lavoro, come la maggior parte della musica di Britten, è tanto modale quanto diatonica, sebbene la sua modalità abbia poco rapporto con quella dei pastoralisti inglesi, Vaughan Williams e gli altri, che erano allora al massimo della loro fama". Cita Alban Berg come un compositore che ha influenzato le tecniche di Britten sulla variazione, come l'aumento e l'inversione dei motivi.
La prima variazione è nella forma di un dialogo tra Maria (le voci femminili) e il bambino (i ragazzi). La variazione 2 racconta la strage degli innocenti con ritmi a scatti, che alterano e distorcono il tema originale. Nella variazione 3 un semi-coro canta il testo "Jesu, as Thou art our savior", scandito quattro volte da uno o più ragazzi che cantano "Jesu" come melisma. La variazione 4, sui tre re, usa il tema come un flusso di sottofondo, senza parole, alla narrazione, che raffigura una processione lontana. La Variazione 5, scritta solo per le voci acute, si apre con In the Bleak Midwinter di Rossetti cantata da voci femminili, le cui parti 'scontrandosi' in pochi secondi suggeriscono il freddo mentre le loro frasi discendenti suggeriscono la neve che cade: in contrapposizione, il coro dei ragazzi canta un ingenuo folk  come ambientazione del Corpus Christi Carol. La variazione 6 ha la forma di un vivace rondò, uno dei più complessi da eseguire poiché si divide in otto parti vocali distinte, seguite da un ricordo delle variazioni precedenti e dal ritorno finale del tema originale.
La partitura del coro è impegnativa. Spicer sottolinea che il coro dei ragazzi deve essere un gruppo separato ma dovrebbe essere posizionato non lontano dal coro misto per via della loro intricata relazione.

## Osservazioni
1. ↑  La composizione fu originariamente pubblicata come "A Boy was Born",[1][2] con una "w" minuscola, in un'era prima che le norme ortografiche per quanto riguarda la capitalizzazione dei verbi nei titoli delle opere si fosse completamente consolidata nell'editoria in lingua inglese.